# Zhiyi
Zhiyi o Chih-i (538, Hunan - 597, Zhejiang) fue un monje budista chino que fundó la ecléctica Escuela Budista del Tiantai.
Zhiyi es famoso por ser el primero en la historia del budismo chino en elaborar una clasificación completa, crítica y sistemática de las enseñanzas budistas. También se le considera la primera figura importante que rompió significativamente con la tradición india para formar un sistema indígena chino.
Según David W. Chappell, Zhiyi "ha sido clasificado junto con Tomás de Aquino y al-Ghazali como uno de los grandes sistematizadores del pensamiento y la práctica religiosos en la historia mundial".

## Biografía
Nacido con el apellido Chen (陳) en el distrito de Huarong, prefectura de Jing (ahora Hubei), Zhiyi dejó su hogar para convertirse en monje a los dieciocho años, después de la pérdida de sus padres y su ciudad natal, Jiangling, que cayó en manos del ejército de Wei Occidental cuando Zhiyi tenía diecisiete años. 
Huérfano, estudió con el maestro budista Nanyue Huisi (515–577 d. C.), durante siete años. Estuvo relacionado con los gobiernos imperiales de la dinastía Chen del sur de China y la dinastía Sui, la cual reunificó el país. Reconcilió a las diversas tendencias del budismo al considerar a todas las doctrinas como verdaderas y presentes en la mente del iluminado Buda. Zhiyi consideraba al sutra del Loto como la principal enseñanza y ayudó a establecerla como la más popular escritura sagrada en Asia oriental.
A los 23 años, recibió sus influencias más importantes de su primer maestro, Nanyue Huisi (515–577 d. C.), un maestro de meditación que más tarde sería catalogado como el predecesor de Zhiyi en el linaje Tiantai. Después de un período de estudio con Huisi (560-567), pasó algún tiempo trabajando en la capital sureña de Jiankang. Luego, en 575, fue a la montaña Tiantai para un estudio intensivo y práctica con un grupo de discípulos. Aquí trabajó en la adaptación de los principios de meditación hindú de śamatha y vipaśyanā (traducidos como "zhi" y "guan") en un complejo sistema de práctica de autocultivo que también incorporaba rituales devocionales y ritos de confesión y arrepentimiento. Luego, en 585, regresó a Jinling, donde completó sus monumentales obras de comentarios sobre el Sutra del loto, el Fahua wenzhu (587 d. C.) y el Fahua xuanyi (593 d. C.).
David W. Chappell (1940–2004) sostiene que Zhiyi: "... proporcionó un marco religioso que parecía adecuado para adaptarse a otras culturas, desarrollar nuevas prácticas y universalizar el budismo".

## Obras importantes
Xiao Zhiguan de Zhiyi o Tratado de concentración e intuición (chino :小 止 観; pinyin: Xiao Zhiguan ; Wade-Giles: Hsiao chih-kuan ) fue probablemente el primer manual práctico de meditación en China. Con su influencia directa en el Tso-chan-i fue muy influyente en el desarrollo de la meditación Chan.
Rujun Wu identifica el Gran tratado sobre concentración e intuición (摩訶 止 観, Mohe Zhiguan ) de Zhiyi como el texto fundamental de la escuela Tiantai. Entre las muchas obras importantes de Zhiyi se encuentran el Liumiao Famen, Palabras y frases del Sutra del loto (法 華文 句, Fahua Wenzhu) y el Profundo significado del Sutra del loto (法 華玄義, Fahua Xuanyi). De las obras que se le atribuyen (aunque muchas pueden haber sido escritas por sus discípulos), se conservan unas treinta.

## Enseñanzas

### Los Cinco Períodos y las Ocho Enseñanzas
Con el fin de proporcionar un marco global a la doctrina budista, Zhiyi clasificó los diversos sutras budistas en los Cinco Períodos y las Ocho Enseñanzas (en chino tradicional, 五時八教; en chino simplificado, 五时八教; pinyin, wǔshí bājiào). También se conocían como goji hakkyō en japonés y osi palgyo (오시팔교) en coreano.  Según Zhiyi, los cinco períodos de las enseñanzas de Buda fueron los siguientes:.
1. El período de la Guirnalda de Flores - enseñado inmediatamente después de que el Buda alcanzara la Iluminación, con una duración de 3 semanas.  Las enseñanzas de esta época eran incomprensibles para todos excepto para los bodhisattvas avanzados, por lo que el Buda Shakyamuni comenzó de nuevo con enseñanzas más básicas (el Agama).
2. El Período Agama - enseñado en el Parque de los Ciervos, y duró 12 años.  Consistió en las enseñanzas más elementales del Buda, incluyendo el karma, el renacimiento, las Cuatro Nobles Verdades, etc.
3. El Período Correcto e Igualitario - duró 8 años.  Marca la transición de las enseñanzas de Buda del llamado "Hinayana" a las del Mahayana.
4. El Período de la Sabiduría - dura 22 años.  Las enseñanzas aquí consisten en las enseñanzas de Perfección de la Sabiduría entre otras.  Aquí, las enseñanzas pretendían demostrar que las clasificaciones de Hinayana y Mahayana eran sólo expeditivas, y que en última instancia estaban vacías.
5. El Período del Loto y el Nirvana - duró 8 años. Las enseñanzas de este período final marcan las enseñanzas más "perfectas", a saber, el Sutra del Loto y el Nirvana Sutra, que abarcan la intención original del Buda.

Éstas se comparaban en orden con las cinco etapas de la leche: leche fresca, nata, cuajada, mantequilla y ghee (mantequilla clarificada).
Además, las enseñanzas del Buda se organizaban en cuatro tipos según la capacidad del oyente:
- Enseñanzas repentinas
- Enseñanzas graduales
- Enseñanzas indeterminadas
- Enseñanzas secretas o "esotéricas".

y cuatro tipos de fuentes:
- Hinayana
- Mahayana
- Enseñanzas que se encuentran en ambas
- Enseñanzas que trascienden ambas (por ejemplo, el Sutra del Loto).

En conjunto, eran las Ocho Enseñanzas de Buda atribuidas a Zhiyi.

### Cuatro Samadhis
Zhiyi desarrolló un plan de estudios de práctica que se destiló en los 'Cuatro Samadhis' (chino: 四種 三昧; pinyin: sizhong sanmei). Estos Cuatro Samadhi fueron expuestos en ' Mohe Zhiguan ' de Zhiyi (chino: 摩訶 止 観, japonés: Makashikan ). El Mohe Zhiguan es la obra maestra de la madurez de Zhiyi y se considera un "gran resumen" de la Tradición Budista según su experiencia y comprensión en ese momento. El texto del Mohe Zhiguan fue refinado a partir de las conferencias que dio Zhiyi en 594 en la ciudad capital de Jinling.y fue la suma de su experiencia en el monte Tiantai c.585 y la investigación hasta el momento. Analizando el título, 'zhi' se refiere a "meditación ch'an y el estado concentrado y quiescente que se obtiene" y "guan" se refiere a "la contemplación y la sabiduría obtenida por medio de ella". Swanson informa que Zhiyi sostuvo que hay dos modos de zhi-guan: el de sentarse en meditación 坐 y el de "responder a los objetos de acuerdo con las condiciones" 歷 緣 對 境, que se refina aún más como permanecer en el estado natural de una mente tranquila y perspicaz en todas y cada una de las actividades y condiciones.
Swanson afirma que Zhiyi en Mohe Zhiguan :
"... critica un énfasis desequilibrado en la "meditación sola", retratándola como una posible visión y práctica "extrema", y ofreciendo en su lugar el binome zhi-guan 止觀 (calma / cesación y perspicacia / contemplación, śamatha-vipaśyanā) como un término más completo para la práctica budista".

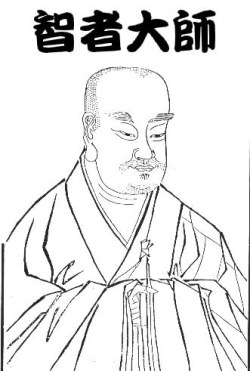
Zhiyi

El "Samadhi de una práctica" (Skt. Ekavyūha Samādhi; Ch. 一行 三昧), que también se conoce como el "samadhi de la unidad" o la "calma en la que uno se da cuenta de que todos los dharmas son iguales" (Wing-tsit Chan), es uno de los Cuatro Samadhi que refinan, marcan el paso y califican el estado de iluminación perfecta expuesto en el Mohe Zhiguan. El término "Samadhi de la Unidad" fue posteriormente utilizado por Daoxin.
Los Cuatro Samadhis son:
- "Samādhi constantemente sentado" ( chángzuò sānmèi 常 坐 三昧) - 90 días de estar sentado sin moverse, dejando el asiento solo por razones de necesidad natural.
- "Samādhi caminando constantemente" ( chángxíng sānmèi常 行 三昧) - 90 días de caminata consciente y meditación en Amitābha.
- "Samādhi medio sentado y medio caminando" ( bànxíng bànzuò sānmèi半 行 半 坐 三昧): incluye diversas prácticas como cantar, contemplar la vacuidad de todos los dharmas y el "samādhi del loto", que incluye penitencia, oración y adoración de los Budas. y recitando el sutra del loto.
- "Ni Samādhi caminando ni sentado" ( fēixíng fēizuò sānmèi非 行 非 坐 三昧): esto incluye "la conciencia de los factores mentales " a medida que surgen en la mente. Uno es contemplarlos como "no se mueven, no se originan, no se extinguen, no vienen, no van".

### Tres Mil Reinos en un Solo Momento
Zhiyi enseñó el principio de los Tres Mil Reinos en un Solo Momento de Pensamiento (Chino: 一念三千; Pinyin: Yīniàn Sānqiān) en su 'Gran Concentración y Conocimiento', basado en el Sutra del Loto. El número 'Tres Mil' se deriva de los Diez Mundos, multiplicado por diez [debido a la Posesión Mutua de los Diez Mundos], que da 100, multiplicado por diez [los Diez Factores enumerados en el Cap. 2 del Sutra del Loto que da 1.000. 1.000 multiplicado por 3 [los Tres Reinos de la Existencia: el Yo, el Otro y el Entorno], lo que da 3.000.
El volumen 5 de Gran Concentración y Perspicacia afirma: 

La vida en cada momento está dotada de los Diez Mundos. Al mismo tiempo, cada uno de los Diez Mundos está dotado de todos los Diez Mundos, de modo que una entidad de vida posee en realidad cien mundos. Cada uno de estos mundos posee a su vez treinta reinos, lo que significa que en los cien mundos hay tres mil reinos. Los tres mil reinos de existencia son todos poseídos por la vida en un solo momento. Si no hay vida, se acabó el asunto. Pero si hay la más mínima pizca de vida, contiene los tres mil reinos.... A esto nos referimos cuando hablamos de la "región de lo insondable".<